# アヴォワーズ
アヴォワーズ （Avoise）は、フランス、ペイ・ド・ラ・ロワール地域圏、サルト県のコミューン。

## 由来
地名は643年にAvesa、862年にBelciacusという書式であったことが証明されている。

## 人口統計
| 1962年 | 1968年 | 1975年 | 1982年 | 1990年 | 1999年 | 2004年 | 2014年 |
| ------ | ------ | ------ | ------ | ------ | ------ | ------ | ------ |
| 603    | 566    | 471    | 426    | 495    | 491    | 521    | 606    |

参照元:1962年から1999年までは複数コミューンに住所登録をする者の重複分を除いたもの。それ以降は当該コミューンの人口統計によるもの。1999年までEHESS/Cassini、2006年以降INSEE。

## 史跡
- ドベールのシャトー - 18世紀。現在は食事つき宿泊施設となっている。歴史的記念物[7]
- ラ・ペリーヌ・ド・クリーのマノワール（カントリーハウス） - 歴史的記念物[8]
- 古い塔 - サン・シュルピス教会の東側にそびえる。歴史的記念物[9]

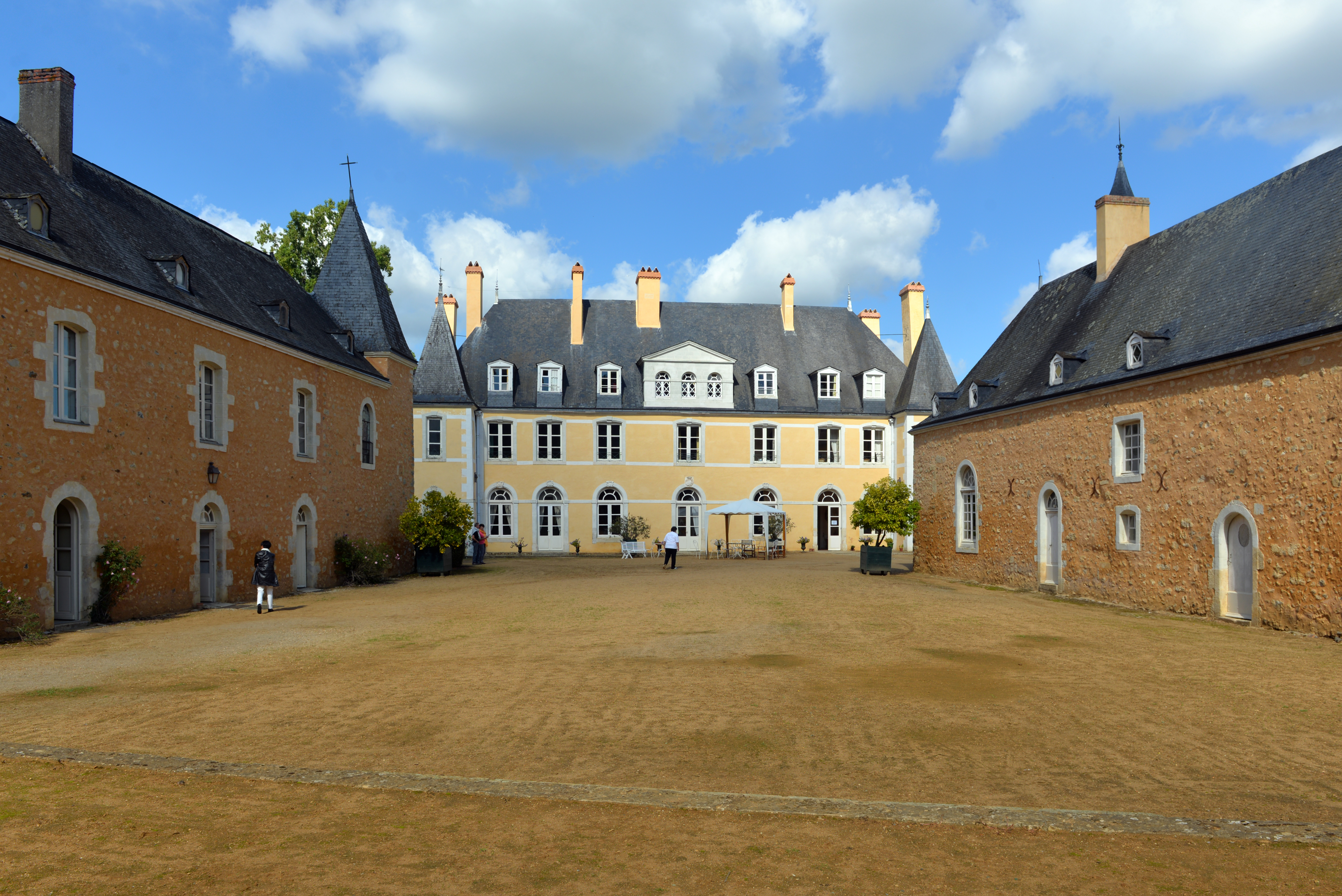
ドベールのシャトー
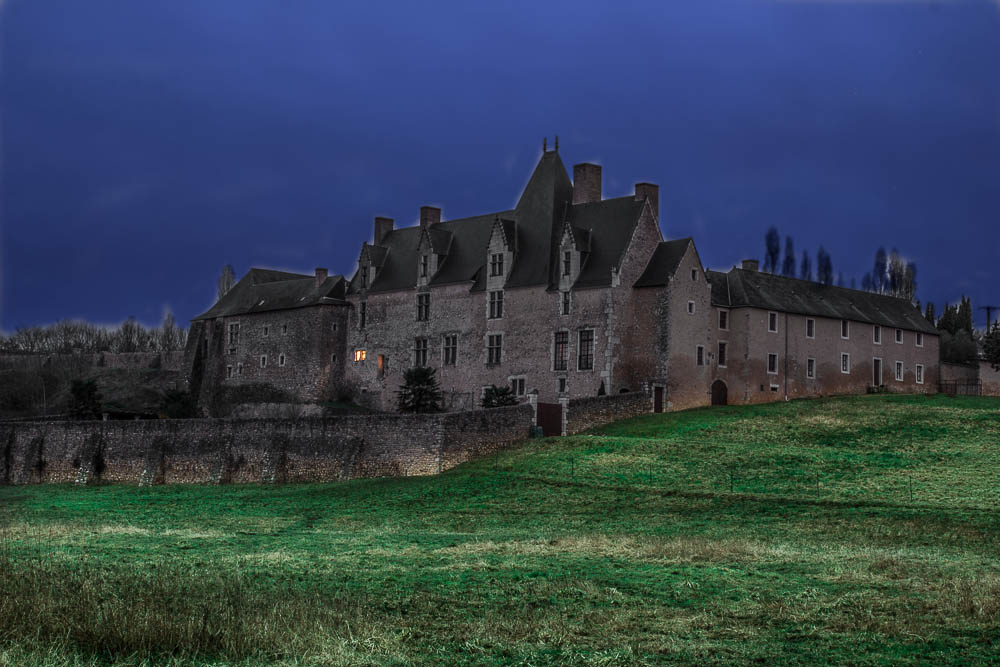
ラ・ペリーヌ・ド・クリーのマノワール
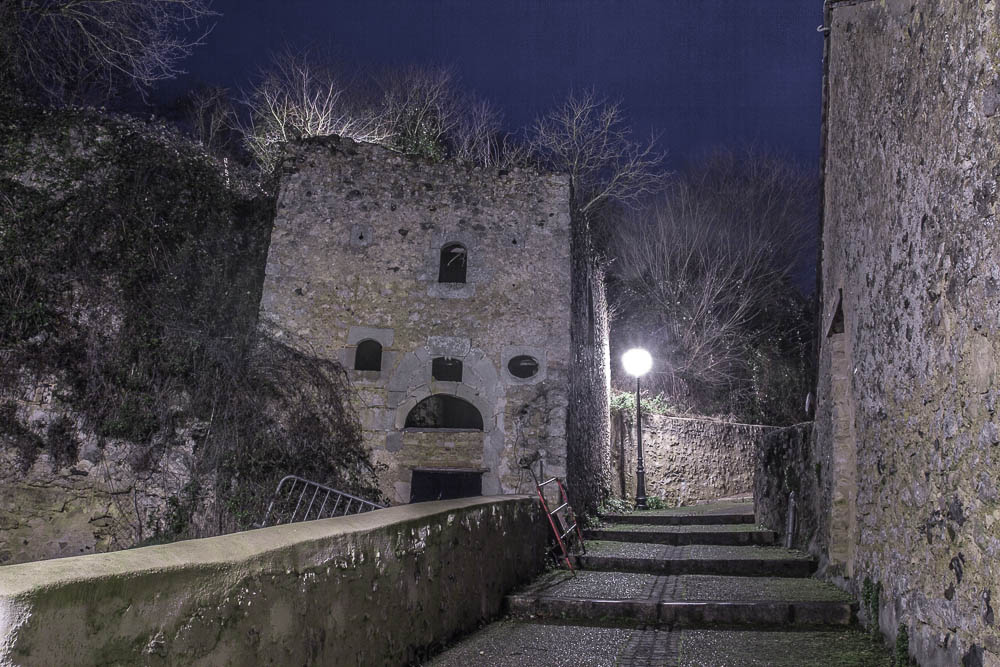
古い塔
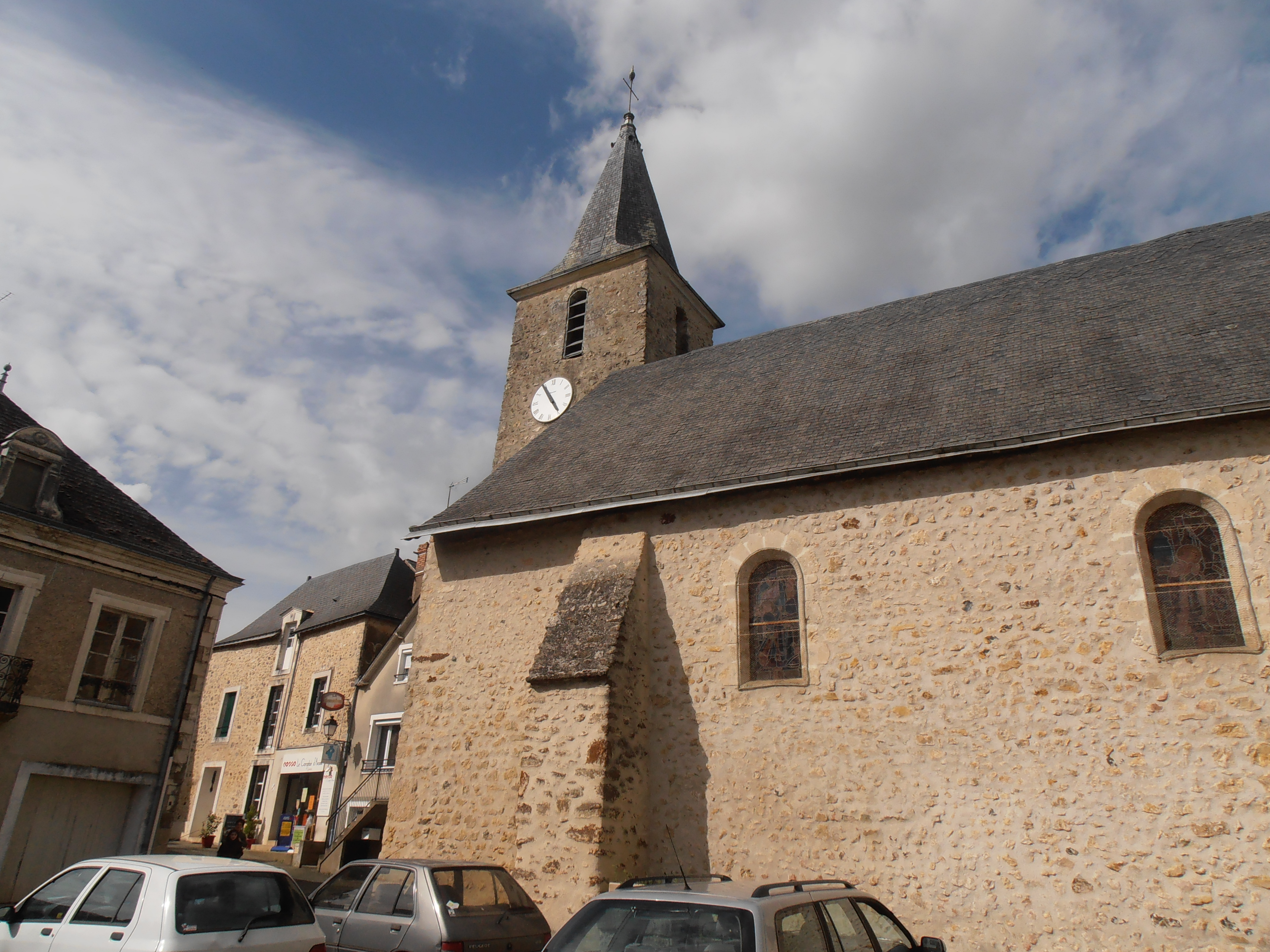
サン・シュルピス教会